# Teatro Galerías
El Teatro Galerías es un recinto teatral localizado en residencial Victoria Zapopan, Jalisco en la zona metropolitana de Guadalajara donde se exhiben musicales, conciertos y puestas en escena locales, nacionales e internacionales.

## Historia
En la ubicación de uno de los conjuntos residenciales que creciera a principios de 1970 se levantó uno de los centros comerciales destinados para la recreación de la comunidad habitacional, el proyecto que fue fundado en 1978 se conocía como ¨Plaza Bonaventura¨ la plaza abarcaba 4 salas de cine llamadas ¨cinemas lumiere¨ y una serie de locales comerciales que funcionarían por más de 10 años. A principios de los años ´90 el empresario Arturo Méndez Valencia comenzó el proyecto del Teatro al tener la percepción de la carencia de recintos en la ciudad para otro tipo de entretenimiento y recreación que contara con los requerimientos técnicos y escénicos que exigía un montaje actual.
El 29 de agosto de 1991 se inauguró con la obra ¨batas blancas no ofenden¨
A poco más de una década de su apertura el Teatro Galerías se ha consolidado como uno de los teatros más importantes de su categoría en el occidente del país.
- Datos: Q6139731